# سعر الطلب
سعر الطلب في الاقتصاد (بالإنجليزية:Ask price أو offer price) هو السعر الذي يريده البائع لملكه . ويستخدم هذا التعبير بصفة خاصة في تجارة الأسهم المالية. وسعر الطلب هو أدني سعر يكون صاحب السهم مستعد للبيع به.
ويستخدم تعبير سعر الطلب إلى جانب تعبير سعر العطاء ،الذي يستخدمه المشتري لتحديد السعر الذي يرضاه لشراء الأوراق المالية .

## البيع في البورصة
وفي مجال تجارة الأوراق المالية في البورصة ، يمثل سعر الطلب أقل سعر يريده بائع الأسهم لما لديه من أسهم من نوع معين . وبالنسبة إلى البيع خارج السوق الرسمية over-the-counter ، يكون سعر الطلب هو السعر الذي يريده السمسار لبيع نوع معين من الأوراق المالية التي يتفاوض بشأنها.

## اقرأ أيضا
- رهن
- مبلغ دائن
- حجم الأعمال (اقتصاد)